# Ra (zeil)

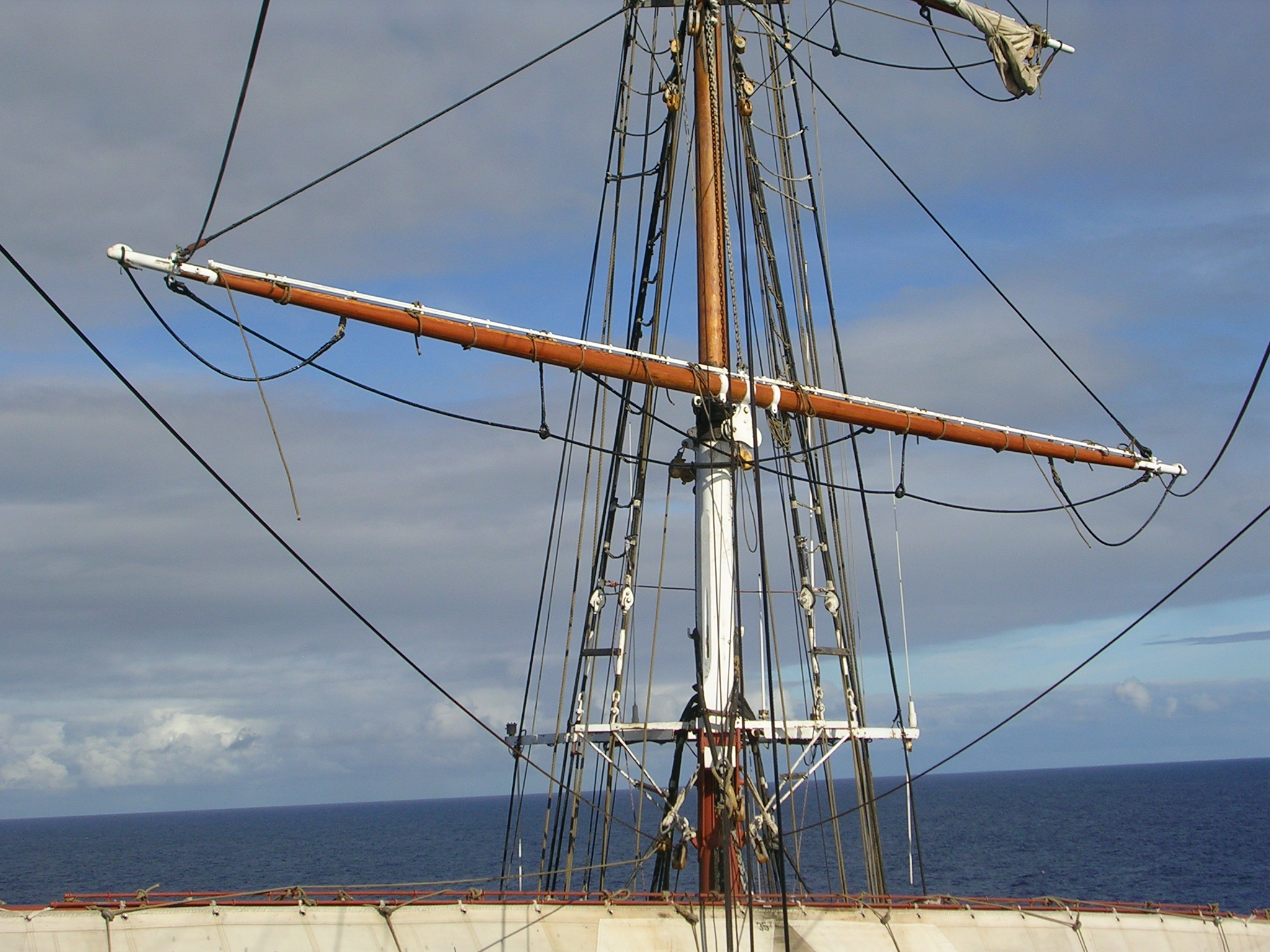
De ra op een zeilschip.

De ra is het dwarshout dat op dwarsgetuigde zeilschepen dwars op de mast bevestigd is en waaronder een zeil gevoerd wordt (kan worden).
De ra kan met behulp van de twee brassen op de wind gericht worden. Een bras is een lijn die aan een uiteinde van een ra bevestigd is. Het richten van de ra en het zeil op de wind wordt het brassen van het zeil genoemd.